# Badische VII (alt)
Die Lokomotiven der Gattung VII, ab 1868 Gattung Vc waren Breitspur-Lokomotiven der Großherzoglich Badischen Staatseisenbahnen.
Mit dieser von William Norris aus Philadelphia stammenden Maschine wurde die erste Lok mit der Achsformel 2'B in Baden in Betrieb genommen. Damit versuchte man das Scharflaufen der Radreifen der Laufachse bei den Lokomotiven der Gattung V zu vermeiden. Die Verhandlungen mit Norris gestalteten sich schwierig, da dieser mit den Forderungen der Badischen Staatsbahn nicht einverstanden war. Als die Loks 1846 geliefert wurden, nahm man trotzdem noch auf Kosten von Norris Änderungen an ihnen vor. Anfänglich wurden die Loks in Freiburg stationiert. Da die Fahrzeuge nicht die Leistungsfähigkeit der Gattung V erreichten, begann man bald weitere konstruktive Änderungen durchzuführen. So wurde durch Tieferlegen der Rostfläche die Gesamtheizfläche vergrößert. Ab 1852 waren die Lokomotiven in Mannheim beheimatet. 1854 erfolgte der Umbau auf Regelspur und einige Jahre später wurden die Loks zu Tenderlokomotiven der Bauart 1B n2t umgebaut. Während ihrer gesamten Einsatzzeit konnten die Maschinen nie überzeugen.
Sie hatte einen Innenrahmen, Burykessel, eine Stephensonsteuerung und geneigte Außenzylinder. Bei der Umspurung wurde der Radstand der Kuppelachsen verkleinert und die zweite Kuppelachse um 110 mm nach vorne verlegt. Zudem wurde der Balkenrahmen mit einem Blechrahmen kombiniert.
Die Fahrzeuge hatten einen Schlepptender der Bauart 3 T 5,40.